# Thomas Wachauer
Thomas Wachauer (* 6. Juni 1963 in Wien) ist ein österreichischer Schauspieler und Regisseur.
Nach einem Teilstudium an der Universität, 1985, hat er das Schauspielstudium in Wien abgeschlossen. Seine schauspielerische Tätigkeit begann 1980 mit einer Hauptrolle im Film Match (Regie: Peter Patzak, Buch Helmut Zenker).
Von 1980 bis 1993 war er in der Rolle des Tommy Lafite in der ORF-Familienserie Die liebe Familie in rund 250 Folgen zu sehen. Am Landestheater Linz spielte er in den Saisonen 1985 bis 1987, 1991 sowie 1993 bis 1995, ferner war er Ensemble-Mitglied im Kabarett Simpl.
In den Jahren 1991 bis 1996 war er verantwortlich für die künstlerische Leitung sowie Regie der Komödienspiele Franzensburg in Laxenburg; aus diesen Jahren entstammten auch zahlreiche Stückbearbeitungen sowie Stücke seiner Theater-Autorentätigkeit.
Neben den Aufgaben am Theater folgten auch Regietätigkeiten beim Fernsehen, beginnend 1995 bis 1997 beim damaligen TV-Sender Wien 1, dem Vorläufer von ATV. Nach einigen Jahren Regie- und AV-Verantwortlichkeit bei der Event-Agentur loopline, die er mitbegründet hatte, folgte der Einstieg bei Krone Multimedia GesmbH & Co KG 2009, wo er den Aufbau der Abteilung krone TV leitete. Mit dem Einstieg der Kronen Zeitung auf dem linearen TV-Sektor erfolgte 2018 die Abgabe der Gesamtleitung und die Übernahme der Leitung des Teilbereiches krone TV-Studios.